# Pedro Preciado Negrete
Pedro Preciado Negrete (Jalisco) es un activista mexicano que trabaja por los derechos de la diversidad sexual. Fue fundador del Grupo de Orgullo Homosexual de Liberación,  es reconocido como un pionero en la lucha LGBT en Guadalajara.

## Trayectoria
A principios de los años 80 fundó el Grupo de Orgullo Homosexual de Liberación con el objetivo de eliminar estigmas y violencias que enfrenta la comunidad de la diversidad sexual, además de pensar en ocupar espacios políticos. El GOHL inició manifestaciones en favor del colectivo exigiendo terminar con la represión y la homofobia.
Durante una manifestación Preciado fue arrestado junto a otros manifestantes esto motivó a que integrantes de la diversidad salieran a protestar por esa detención en el centro de Guadalajara, la marcha convocó a más de 100 homosexuales y lesbianas, algo poco común para la época en esta ciudad.
Fue candidato a diputado por el Partido Revolucionario de los Trabajadores en las elecciones federales de julio 1982, el primer candidato abiertamente homosexual. Creó, junto a Rosario Ibarra quien era candidata a la presidencia de la República por el mismo partido, el Comité Lésbico Homosexual en Apoyo a Rosario Ibarra con participación en 14 estados del país.
Pedro creó una de las primeras revistas gay en el país: Crisálida y la transmisión del primer programa radiofónico para el público homosexual no capitalino: Ruta 41.
Preciado abrió un bar gay llamado BOOPS instalado en la primera planta de las oficinas de la GOHL para financiar el activismo de la organización. Fue clausurado por Gabriel Covarrubias titular del ayuntamiento de Guadalajara ordenó “limpiar” la ciudad. La organización entró en una difícil situación económica posteriormente lograron reabrir un bar gay en la ciudad el cual fue una sucursal de El Taller, el bar de Luis González de Alba en la CDMX.